# Eurytoma hindupurensis
Eurytoma hindupurensis är en stekelart som beskrevs av Charles Joseph Gahan 1919. Eurytoma hindupurensis ingår i släktet Eurytoma och familjen kragglanssteklar. Inga underarter finns listade i Catalogue of Life.